# Сакаї Готоку
Сакаї Готоку (яп. 酒井 高徳, нар. 14 березня 1991, Нью-Йорк) — японський футболіст, захисник клубу «Віссел Кобе» та національної збірної Японії.

## Клубна кар'єра
Народився 14 березня 1991 року в Нью-Йорку в родині японця і німкені. Коли Готоку було два роки, сім'я переїхала в Японію в місто Сандзьо, де став навчатись у футбольній школі клубу «Альбірекс Ніїгата».
Дорослу футбольну кар'єру розпочав 2008 року в основній команді того ж клубу, в якій провів три сезони, взявши участь у 74 матчах чемпіонату. Більшість часу, проведеного у складі «Альбірекс Ніїгата», був основним гравцем захисту команди.
До складу німецького «Штутгарта» приєднався на правах оренди 1 січня 2012 року, який через рік викупив контракт гравця. 

## Виступи за збірні
2009 року дебютував у складі юнацької збірної Японії, взяв участь у 4 іграх на юнацькому рівні, відзначившись 2 забитими голами.
Був включений до фінального складу національної збірної на Кубок Азії 2011 року, але отримав травму під час підготовки до турніру і в останній момент був замінений на Рьоту Морівакі.
2012 року таки дебютував в офіційних матчах у складі національної збірної Японії. Того ж року захищав кольори олімпійської збірної Японії на Олімпійських іграх 2012 року у Лондоні.
У складі збірної був учасником розіграшу Кубка конфедерацій 2013 року у Бразилії. Наступного року був у заявці збірної на чемпіонат світу 2014. На обох турнірах залишався у запасі, на поле не виходив.
А вже на кубку Азії 2015 року був основним гравцем збірної, взявши участь у всіх чотирьох її матчах на турнірі.
31 травня 2018 року був включений до заявки збірної на тогорічний чемпіонат світу.
| Дата       | Місто               | Господарі  | Результат             | Гості                | Турнір                        | Голи | Примітки |
| ---------- | ------------------- | ---------- | --------------------- | -------------------- | ----------------------------- | ---- | -------- |
| 6-9-2012   | Ніїґата             | Японія     | 1 – 0                 | ОАЕ                  | товариський матч              | -    | 79'      |
| 6-2-2013   | Кобе                | Японія     | 3 – 0                 | Латвія               | товариський матч              | -    | 62'      |
| 22-3-2013  | Доха                | Японія     | 2 – 1                 | Канада               | товариський матч              | -    | 83'      |
| 14-8-2013  | Повіт Міяґі         | Японія     | 2 – 4                 | Уругвай              | товариський матч              | -    |          |
| 10-9-2013  | Йокогама            | Японія     | 3 – 1                 | Гана                 | товариський матч              | -    | 55'      |
| 6-9-2013   | Осака               | Японія     | 3 – 0                 | Гватемала            | товариський матч              | -    |          |
| 15-10-2013 | Мінськ              | Білорусь   | 1 – 0                 | Японія               | товариський матч              | -    | 61'      |
| 16-11-2013 | Генк                | Нідерланди | 2 – 2                 | Японія               | товариський матч              | -    | 73'      |
| 19-11-2013 | Брюссель            | Бельгія    | 2 – 3                 | Японія               | товариський матч              | -    | 86'      |
| 5-3-2014   | Токіо               | Японія     | 4 – 2                 | Нова Зеландія        | товариський матч              | -    | 46'      |
| 5-9-2014   | Саппоро             | Японія     | 0 – 2                 | Уругвай              | товариський матч              | -    | 88'      |
| 9-9-2014   | Йокогама            | Японія     | 2 – 2                 | Венесуела            | товариський матч              | -    |          |
| 10-10-2014 | Ніїґата             | Японія     | 1 – 0                 | Ямайка               | товариський матч              | -    |          |
| 14-10-2014 | Сінгапур            | Японія     | 0 – 4                 | Бразилія             | товариський матч              | -    |          |
| 14-11-2014 | Toyota              | Японія     | 6 – 0                 | Гондурас             | товариський матч              | -    |          |
| 18-11-2014 | Осака               | Японія     | 2 – 1                 | Австралія            | товариський матч              | -    |          |
| 12-1-2015  | Ньюкасл (Австралія) | Японія     | 4 – 0                 | Палестина            | Кубок Азії 2015 - 1-й етап    | -    |          |
| 16-1-2015  | Брисбен             | Ірак       | 0 – 1                 | Японія               | Кубок Азії 2015 - 1-й етап    | -    |          |
| 20-1-2015  | Мельбурн            | Японія     | 2 – 0                 | Йорданія             | Кубок Азії 2015 - 1-й етап    | -    |          |
| 23-1-2015  | Сідней              | Японія     | 1 – 1 д.ч. (4-5 п.п.) | ОАЕ                  | Кубок Азії 2015 - чвертьфінал | -    |          |
| 31-3-2015  | Токіо               | Японія     | 5 – 1                 | Узбекистан           | товариський матч              | -    |          |
| 8-10-2015  | Ес-Сіб              | Сирія      | 0 – 3                 | Японія               | Відбір до ЧС 2018             | -    |          |
| 13-10-2015 | Тегеран             | Іран       | 1 – 1                 | Японія               | товариський матч              | -    |          |
| 29-3-2016  | Сайтама             | Японія     | 5 – 0                 | Сирія                | Відбір до ЧС 2018             | -    |          |
| 7-6-2016   | Суйта               | Японія     | 1 – 2                 | Боснія і Герцеговина | Kirin Cup                     | -    |          |
| 1-9-2016   | Сайтама             | Японія     | 1 – 2                 | ОАЕ                  | Відбір до ЧС 2018             | -    |          |
| 6-9-2016   | Бангкок             | Таїланд    | 0 – 2                 | Японія               | Відбір до ЧС 2018             | -    |          |
| 6-10-2016  | Сайтама             | Японія     | 2 – 1                 | Ірак                 | Відбір до ЧС 2018             | -    |          |
| 11-10-2016 | Мельбурн            | Австралія  | 1 – 1                 | Японія               | Відбір до ЧС 2018             | -    |          |
| 11-11-2016 | Касіма (Ібаракі)    | Японія     | 4 – 0                 | Оман                 | товариський матч              | -    |          |
| 28-3-2017  | Сайтама             | Японія     | 4 – 0                 | Таїланд              | Відбір до ЧС 2018             | -    |          |
| 13-6-2017  | Тегеран             | Ірак       | 1 – 1                 | Японія               | Відбір до ЧС 2018             | -    | 76'      |
| 10-10-2017 | Йокогама            | Японія     | 3 – 3                 | Гаїті                | товариський матч              | -    |          |
| 14-11-2017 | Брюгге              | Бельгія    | 1 – 0                 | Японія               | товариський матч              | -    | 86'      |
| 23-3-2018  | Льєж                | Японія     | 1 – 1                 | Малі                 | товариський матч              | -    | 46'      |
| 27-3-2018  | Льєж                | Японія     | 1 – 2                 | Україна              | товариський матч              | -    |          |
| 30-5-2018  | Йокогама            | Японія     | 0 – 2                 | Гана                 | товариський матч              | -    | 46'      |
| 8-6-2018   | Лугано              | Швейцарія  | 2 – 0                 | Японія               | товариський матч              | -    | 56'      |
| 12-6-2018  | Інсбрук             | Японія     | 4 – 2                 | Парагвай             | товариський матч              | -    |          |
| 28-6-2018  | Волгоград           | Японія     | 0 – 1                 | Польща               | ЧС 2018 - груповий етап       | -    |          |
| Усього     |                     | Матчів     | 42                    |                      | Голів                         | 0    |          |

## Титули і досягнення
- Володар Кубка Імператора (2):

«Віссел Кобе»: 2019, 2024
- Володар Суперкубка Японії (1):

«Віссел Кобе»: 2020
- Чемпіон Японії (2):

«Віссел Кобе»: 2023, 2024